# Замок Новый Жеберк
Новый Жеберк (нем. Нойзееберг) — руины замка на южном склоне Рудных гор в Северной Богемии у деревни Пышна общины Высока-Пец в районе Хомутов, Чехия. Сохранились заметные на местности остатки трёх рвов и небольшие руины построек, поросшие буковым лесом.

## История
В письменных источниках замок (на исторических картах обозначаемый также как Малый Жеберк) часто путают с расположенным неподалёку Борком (ныне замок Червены-Градек), и, несмотря на то, что он был достоверно локализован Й. Чермаком в 1962 году, Рудольф Андел называет его неизвестной крепостью.
Основателем замка был Альбрехт из Жеберки в 1321 году или в 1321—1327 годах Отто из Бергау. Первое письменное упоминание относится к 1327 году, когда Новый Жеберк был внесён в собственность братьев Бергов наряду со Старой Жеберкой. В 1382 году Отто III Бергов продал поместье с замком за 3140 пражских грошей Тимо VIII из Кольдиц вместе со Старым Жеберком, как и треть города Йиркова и треть церковных доходов с Болеборе, Орасина и других деревень. Согласно тому же документу, к замку принадлежали поместья в Кундратичах, Кийичах, Уезде, Болеборе и Бернове. После продажи Старый Жеберк, вероятно, исчез, и оба замка перестали разделять.
В 1395 году лорды Кольдица заложили Новый Жеберк со всеми принадлежностями Альбрехту фон Лейснигу и его сыну Вирту. Следующим залогодателем стал Генрих Руеницкий, а с 1399 года — Йиндржих из Эрвениц. После 1402 года у замка сменилось несколько владельцев одним из которых был рыцарь-командор ордена немецких рыцарей Альбрехт из Дубе. В 1407 году его сменил Альбрехт из Эрвениц, а также, возможно, Дитрих Краа из Борку. В 1418 году владельцем поместья упоминается Вейт из Шёнбурга. В 1437 году во владение вступает его сын Вейт II Шёнбург-Глаухау. Владельцем Жеберка в 1453 году являлся Альберт из Конипаса. Последним владельцем упоминается только Борку при котором, вероятно, Новый Жеберк был покинут где-то в середине XV века.

## Форма конструкции
Замок был построен на куполообразном холме, который с трёх сторон круто спускается в долину Кундратицкого ручья и его безымянного правого притока. Подъездная дорога вела с севера, где склон холма менее крутой. Нужно было преодолеть три вырубленные в скале прикопы шириной 4 метра, 4-8 метров и 9-12 метров. В первом прикопе для дороги оставили нетронутой полосу скалы. Помимо прикопов, сохранились также валы, которые, по-видимому, являются остатками укрепления, состоявшего из стен, сложенных из камней насухо, и какой-то деревянной конструкции. Над первым прикопом, вероятно, стояла кулисная дверь. Вторая калитка могла быть как кулисной, так и более сложной проездной. Укрепление третьего участка усиливали три насыпные угловые башни. В юго-восточном углу башня отсутствует, и её заменяет выдвинутое укрепление парка. Ворота находились в пространстве северной башни.
После преодоления третьего рва дорога вела к треугольному двору, окружённому стеной, но точный вид ворот неизвестен. Вход в замок находился в северном углу, в первой половине XV века его укрепили пятиугольной каменной башней. Вдоль восточной стены внутреннего двора восточной стены располагалось здание размером 37 × 9,5 метра с пятью-шестью комнатами на первом этаже и дошли до наших дней в виде руин. Ещё одно здание размером 25 × 9 метров с четырьмя комнатами располагалось вдоль южной стены. Некоторые помещения в обоих зданиях были подвальными.
Над внутренним двором возвышалось небольшое ядро с дворцом прямоугольной формы размером 22 × 9 метров. Здания дворца почти не сохранились. Вся территория покрыта сетью траншей и холмиками из выкопанного материала. С трёх сторон парк окружал дворец, от ограды которого сохранилось лишь несколько небольших фрагментов кладки.
Обширное внешнее укрепление, вероятно, относится к первой половине XV века. В то время как Томаш Дурдик считал его незавершённым из-за оставшейся невырытой части рва, который по мнению Милана Сикоры, земляное укрепление вместе с пятиугольной башней образует продуманную систему активной обороны.

## Доступ
Из Гордого замка ведёт отмеченная зелёным дорожка, которая, однако, находится на северной окраине деревни за последними домами. Сначала по контуру преодолеваеься склон, который поворачивает на северо-запад. В местах, где она проходит мимо небольшого пруда, от неё влево поворачивает тропинка, и через сотню метров ведёт на вершину Замковой горы, где находятся остатки замка.